# ويليام بريندرغاست
ويليام بريندرغاست (بالإنجليزية: William Prendergast)‏ هو ضابط أمريكي، ولد في 10 يوليو 1968.